# Közép-amerikai spanyol nyelvjárás
A közép-amerikai spanyol nyelvjárás (español centroamericano) a kasztíliai spanyol nyelvnek a közép-amerikai földszoros (istmo) országaiban – Costa Rica, El Salvador, Guatemala, Honduras, Nicaragua, Panama – beszélt változata (nem tartozik ide a Karib-tengeri szigetek nyelvjárása, melynek vonatkozásában lásd: antillai spanyol nyelvjárás). A közép-amerikai spanyol viszonylag egységes nyelvjárás, kisebb területi eltérésekkel.

## Hangtani jellemzők

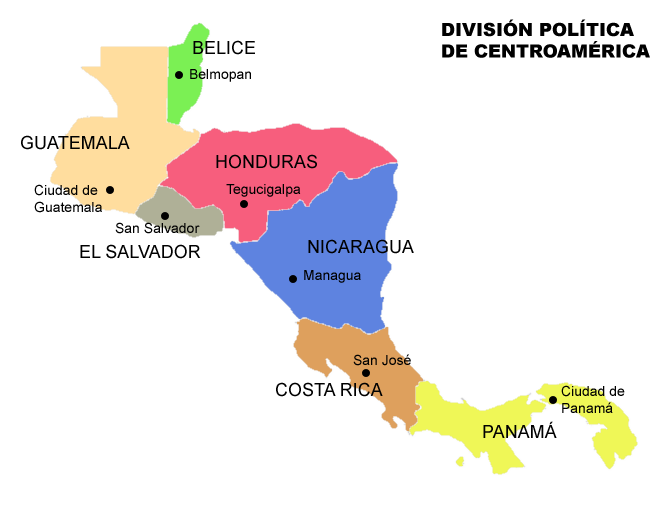
Közép-Amerika országai

A közép-amerikai spanyol fonetikai–fonológiai sajátosságai az alábbiakkal jellemezhetőek:
- A népies nyelvben – akárcsak a többi spanyol-amerikai nyelvjárásban – gyakori a hangsúlytalan magánhangzók hangszínének ingadozása: despertar → dispertar ’felébreszteni’, sepultura → sepoltura ’sírhely’, escribir → escrebir ’írni’, decir → dicir ’mondani’ stb.
- El Salvadorban és Costa Ricában olykor előfordul a szóvégi magánhangzó elnémulása: noche, puente → noch, puent ’éjszaka, híd’; Costa Rica középső falusi részein a hangsúlytalan szóvégi e, o hangok helyén i, u hallatszik: deme esto → demi estu ’adja ide nekem ezt’, palo → palu ’rúd’, parque → parqui ’park’.
- Panamában, Costa Ricában és El Salvadorban az n előtti magánhangzó nazalizálódik: entran [ˈentrã] ’belépnek’, bastón [basˈtõ] ’bot’.
- Az ea, eo, oe magánhangzó-kapcsolatok első tagja félhangzóvá válik, ha hangsúlytalan: peor → pior ’rosszabb’, cohete → cuete ’rakéta’. Ez megfigyelhető minden közép-amerikai régióban.
- A /kt/, /ks/, /ps/, /pt/ csoportok első tagja a falusi részeken félhangzóvá válik: directo [diˈrejto] ’közvetlen’, taxi [ˈtajsi], cápsula [ˈkawsula] ’kupak’. Előfordul a hiperkorrekció is: aceptar [asekˈtar], ’elfogadni’ insecto [inˈsepto] ’rovar’; vagy az első tag elhagyása: exponer [espoˈner] ’kitesz’, concepto [konˈseto] ’elgondolás’.
- Az /f/ általában bilabiálisan ejtődik: fue [ɸwe] ’volt’, café [kaˈɸe] ’kávé’; falusi zónákban ejthetik hehezetten is: difunto [diˈhunto] ’elhunyt’.
- Az s-et Guatemala és Costa Rica középső részén minden helyzetben [s]-ként ejtik. El Salvadorban és Hondurasban szótag elején aspirálódik: santa [ˈhanta], señora [heˈɲora]. A gyors és hanyag beszédben előfordul a magánhangzók közötti hehezetté válása is olyan szavakban, amelyekben két /s/ hang is van (elhasonulás): nosotros [noˈhotros] ’mi’, necesario [neheˈsarjo] ’szükséges’. Szótag végén hehezetként ejtik a partmenti területeken, Costa Rica északnyugati és déli részén, valamint Panamában. Costa Rica északnyugati részén (Guanacaste provinciában) hangszalagzárral ejtik a szó végén, amikor a következő szó hangsúlyos magánhangzóval kezdődik: los indios [loʔˈindjoh] ’az indiánok’, las once [laʔˈonse] ’11 óra’. Nicaraguában ugyanez zöngés mássalhangzó előtt történik: mismo [ˈmiʔmo] ’ugyanaz’.
- A /x/ hangot szintén gyenge hehezetként ejtik, olykor ki is esik: trabajo [traˈβa(h)o] ’munka’.
- A ch-val jelölt /t͡ʃ/ (magyar cs) hangot Panamában néhol magyar s-nek [ʃ] ejtik.
- Az m hangot n és g előtt veláris n-nek [ŋ] ejtik (vö. a magyar harang szó n-jével): himno [ˈiŋno] ’himnusz’, columna [koˈluŋna] ’oszlop’. Ugyanígy ejtik az n hangot is szó végén: pan [ˈpaŋ] ’kenyér’, corazón [koraˈsoŋ] ’szív’.
- Az rövid r hang néha asszibilálódik szótag végén: parque [ˈpaŕke], comer [koˈmeŕ]; a hosszú rr hangot Costa Ricában retroflex réshangként ejtik: carro [ˈkaɽo] ’autó’.
- Az ll/y hangot magánhangzók között nagyon gyengén ejtik: silla [ˈsi(j)a] ’szék’, cuchillo [kuˈt͡ʃi(j)o] ’kés’.

A leírt sajátosságok zöme csak a falusi beszélőkre jellemző; az utóbbi időkben azonban megfigyelhető a fiatalok között bizonyos  nyelvjárási vonások visszautasítása, és a művelt köznyelv használatára való törekvés.

## Nyelvtani sajátosságok
A közép-amerikai spanyol egyik legfontosabb morfoszintaktikai jellegzettessége a három különböző megszólítási forma használata egyes szám második személyben (’te’): a vos (alany-, megszólító és elöljárós eset), a tú (alany- és megszólító eset) és az usted. Az elsővel a többes szám második személyű igealak félhangzó nélküli változatát használják (lásd: voseo) – kivétel Panama, ahol a spanyolországi vosotros névmásnak megfelelő félhangzós alakot (vos coméis, vos tomáis) –, és ez kiterjed a kötőmód jelen idejére is: que vos tomés, comás, durmás stb., tárgy- és részes esete a te, birtokos névmása a tuyo (pl. a vos te vi ayer ’téged láttalak tegnap’, esto es tuyo ’ez a tied’).
- A vos névmás használata Guatemalától Panama nyugati részéig (a Costa Ricával határos területig) terjed.
- A tú névmást főleg Panamában használják, kivétel a fentebb leírt zónában, ahol ingadozik a használat a vos és a tú között.
- Guatemalában és El Salvadorban a tú névmást főleg szolidaritás kifejezésére használják, de nem a bizalmas (családi) érintkezésben, így ezeken a területeken három fokozatú megszólítás érvényes: vos mint bizalmas, tú mint szolidáris, és az usted mint udvariassági, magázó.
- Az usted névmást Costa Ricában és Panama falusi részein szintén használják bizalmas megszólításként testvérek, családtagok között.

A birtokos mellékneveket határozatlan névelővel is használják El Salvadorban és Guatemalában: una hermana mía → una mi hermana ’egy lánytestvérem’, un amigo mío → un mi amigo ’egy barátom’. A nuestro és suyo (’mienk, övé(k)’) helyett inkább birtokos elöljárós szerkezetet használnak: de nosotros, de él, de ella, de ellos.
Az igeragozásban általánosságban ugyanazok a tendenciák figyelhetőek meg, mint a többi spanyol-amerikai nyelvjárásban, így:
- A pretérito perfecto simple használata nem lezárult időszakra is: hoy comí tortilla ’ma rántottát ettem’; sokszor a régmúlt helyett is ezt az igeidőt használják: vinieron a llevarse lo que ellos dejaron (=habían dejado) ’azért jöttek, hogy elvigyék, amit ők itt hagytak’.
- A pretérito perfecto compuesto a jelenhez való szoros kapcsolódást fejezi ki: María no ha comido mucho en estos días ’Mária nem evett sokat ezekben a napokban’.
- A szintetikus jövő időt már csak lehetőség kifejezésére használják, helyét átvette a körülírás: ¿qué vas a hacer el sábado? ’mit fogsz csinálni szombaton?’, de a jövőt kifejezhetik egyszerűen a jelen idővel is: mañana cierran la iglesia ’holnap bezárják a templomot’.
- A jelen idejű feltételes mondatok mellékmondatában is a kötőmód folyamatos múltját használják a kijelentő mód condicional simple helyett: si tuviera plata, me comprara (=compraría) un carro ’ha lenne pénzem, vennék magamnak egy autót’. Ugyanígy használhatják a kijelentő mód folyamatos múltját is a mellékmondatban: si tuviera plata, se compraba un carro ’ha lenne pénze, venne magának egy autót’.
- A falusi területeken őriznek néhány ragozási archaizmust: vide (=vi) ’láttam’, traiba (=traía) ’hoztam’, creiba (=creía) ’hittem’.
- Az ir + a szerkezetből az elöljárót hajlamosak elhagyni: voy ir (a voy a ir helyett) ’menni fogok’, voy hacer (a voy a hacer helyett) ’csinálni fogok’.
- Akárcsak a mexikói nyelvjárásban, gyakori a személytelen haber ige személyesként való használata (’van(nak), létezik/-nek’ jelentésben): hubieron muchas personas ’sok ember volt / sokan voltak’ (az hubo muchas personas helyett).

## Szókincs
A közép-amerikai spanyol szókincs alapját – természetesen – a kasztíliai adja, ezen felül az amerikai indián nyelvek (karibi és az azték, regionálisan a maja) hatásával kell számolni. A szóhasználat tekintetében a közép-amerikai spanyol sem maradt mentes az angol befolyástól, ilyen szavak például az aplicar a ’kérelmezni’ jelentésben, vagy a carro ’autó’.

## Nyelvjárási példák
Az alábbi mondat meghallgatható néhány közép-amerikai ország szlengjén.

Sztenderd spanyolul: El hombre grosero llamó avara a su madre porque ella no le quiso dar dinero para comprar un automóvil.
Magyarul: „A faragatlan fickó zsugorinak nevezte az anyját, mert ő nem akart neki pénzt adni, hogy vegyen magának egy autót.”

| Guatemala:  | El cerote ése le dijo garra a su vieja porque no le quiso dar pisto para comprar una su nave.        |
| Honduras:   | El penco ése le dijo pichicata a su mamá porque ella no le quiso dar pisto para comprar una su nave. |
| Costa Rica: | El muy montado le dijo pinche a la mama porque no le quiso dar plata pa’ comprarse un perol.         |

## Külső hivatkozások
- Nyelvjárási példa egy guatemalavárosi női beszélőtől (idézet A kis herceg című regényből)
- Academia Costarricense de la Lengua (Costa Rica-i Nyelvi Akadémia)
- Academia Salvadoreña de la Lengua (El Salvador-i Nyelvi Akadémia)
- Asociación de Academias de la Lengua Española (Spanyol Nyelvi Akadémiák Egyesülete)
- Jergas de habla hispana – online spanyol nyelvjárási és szlengszótár